# 山崎純 (外交官)
山崎 純（やまざき じゅん、1956年（昭和31年）9月22日 - ）は日本の外交官。国連大使、外務省儀典長、スウェーデン駐箚特命全権大使を経て、シンガポール駐箚特命全権大使。2022年10月、依願免職。

## 人物
英国出身。東京大学教養学部教養学科在学中の1979年（昭和54年）10月、外務公務員採用上級試験に合格した。1980年（昭和55年）東大を卒業して外務省に入省した。
- 1996年（平成8年）1月 経済局開発途上地域課企画官
- 1997年（平成9年）5月 総合外交政策局国連政策課国際平和協力室長
- 1998年（平成10年）4月 アジア局南東アジア第二課長
- 1999年（平成11年）10月 駐インドネシア大使館参事官
- 2002年（平成14年）5月 国際連合日本政府代表部参事官
- 2004年（平成16年）1月 同公使
- 2007年（平成19年）8月 大臣官房参事官兼領事局、国際協力局（地球規模課題担当）
- 2008年（平成20年）8月 国際連合事務局に出向。国連事務局財務官
- 2011年（平成23年）10月 国連日本政府代表部大使（三席）
- 2013年（平成25年）12月 国連日本政府代表部大使（次席）
- 2014年（平成26年）7月4日 外務省儀典長[2]
- 2015年（平成27年）9月14日 特命全権大使スウェーデン王国駐箚[1]
- 2018年（平成30年）10月4日 特命全権大使シンガポール駐箚[3]
- 2022年（令和4年）10月28日 依願免職[4]
- 2023年（令和5年）4月1日 白鴎大学経営学部教授[5][6]。

## 同期入省
- 末松義規（12年内閣府副大臣・96年衆議院議員）
- 石井正文（17年インドネシア大使・13年国際法局長）
- 大村昌弘（17年フィジー大使）
- 川村裕（20年ノルウェー大使・18沖縄大使・14年コートジボワール大使）
- 越川和彦（16年JICA副理事長・14年スペイン大使・12年官房長）
- 鈴鹿光次（16年アフガニスタン大使）
- 鈴木康久（18年ニカラグア大使・16年レオン総領事）
- 山田文比古（08年東京外国語大学教授）
- 片上慶一（17年イタリア大使・16年外務審議官（経済担当））
- 北野充（14年ウィーン代表部大使・12年軍縮不拡散・科学部長・19年アイルランド大使）
- 石川和秀（14年フィリピン大使・12年南部アジア部長）
- 藤原聖也（14年アルジェリア大使）
- 渡邉正人（17年ブルガリア大使・15年バングラデシュ大使）
- 堀之内秀久（19年オランダ大使・16年カンボジア大使・14年ロサンゼルス総領事）
- 野田仁（18年ルーマニア大使・15年エクアドル大使）
- 髙橋礼一郎（18年オーストラリア大使・15年ニューヨーク総領事・11年アフガニスタン大使）
- 葉室和親（12年トンガ大使）
- 井出敬二（17年北極担当大使・13年クロアチア大使）
- 小原雅博（15年東京大学法学部教授・13年上海総領事）
- 須永和男（19年カタール大使・16年ASEAN大使）
- 姫野勉（17年ガーナ大使）
- 平石好伸（17年チリ大使・14年ジンバブエ大使）
- 水谷章（19年オーストリア大使・17年立命館アジア太平洋大学教授）
- 齊藤貢（18年イラン大使・15年オマーン大使）